# Le Parc Monceau (Monet)
Le Parc Monceau est un tableau impressionniste de Claude Monet. Il l'a peint en 1878 et l'a peut-être exposé à la Quatrième exposition impressionniste en 1879. Depuis 1959, la toile fait partie de la collection du Metropolitan Museum of Art de New York.

## Contexte
Sur le boulevard de Courcelles dans le 8e arrondissement de Paris se trouve le parc Monceau, un grand parc urbain bordé d'hôtels particuliers. À la fin du XVIIIe siècle, Philippe d'Orléans le fit construire dans le style anglais, après quoi il ne fut ouvert au public qu'en 1861. Plusieurs artistes, par exemple Caillebotte et Berlioz, aimaient visiter le parc. Monet y a également peint, et le contraste entre sa propre situation financière et celle des riches promeneurs devait être grand. Pour échapper à ses créanciers et obtenir de nouvelles commandes, Monet retourne dans la capitale française depuis Argenteuil, aux portes de Paris, en janvier 1878. Il trouve refuge rue d'Édimbourg, non loin du parc Monceau.

## Description
En 1876, Monet avait déjà représenté le parc à trois reprises. Au début de 1878, il réalise trois tableaux très similaires représentant une allée du parc avec des promeneurs.
Il existe une certaine similitude avec les peintures de Renoir de l'époque, comme sa célèbre Balançoire, où la représentation de la lumière du soleil pénétrant dans le feuillage joue également un rôle important. Mais, contrairement à Renoir, les figures humaines de Monet ne sont souvent que des éléments colorés du paysage.
La présente œuvre est répertoriée au catalogue raisonné de Monet, Volume II, édité en 1996 par le Wildenstein Institute, sous le numéro de référence W466.

## Autres versions
Dans ce même catalogue raisonné, Daniel Wildenstein mentionne les tableaux de 1876 au même titre, Le Parc Monceau (W398 à W400), dont la première version fait également partie de la collection du Metropolitan Museum of Art de New York.
Les 2 autres tableaux de 1878 qui traitent du même sujet (W467-W468) sont toujours en mains privées. En 2007, une de ces peintures (W468) a été vendue aux enchères chez Christie's à New York pour environ 3,85 millions de dollars. En 2009, l'autre peinture (W467) a été vendue aux enchères chez Christie's à Londres pour plus de six millions de livres sterlings.

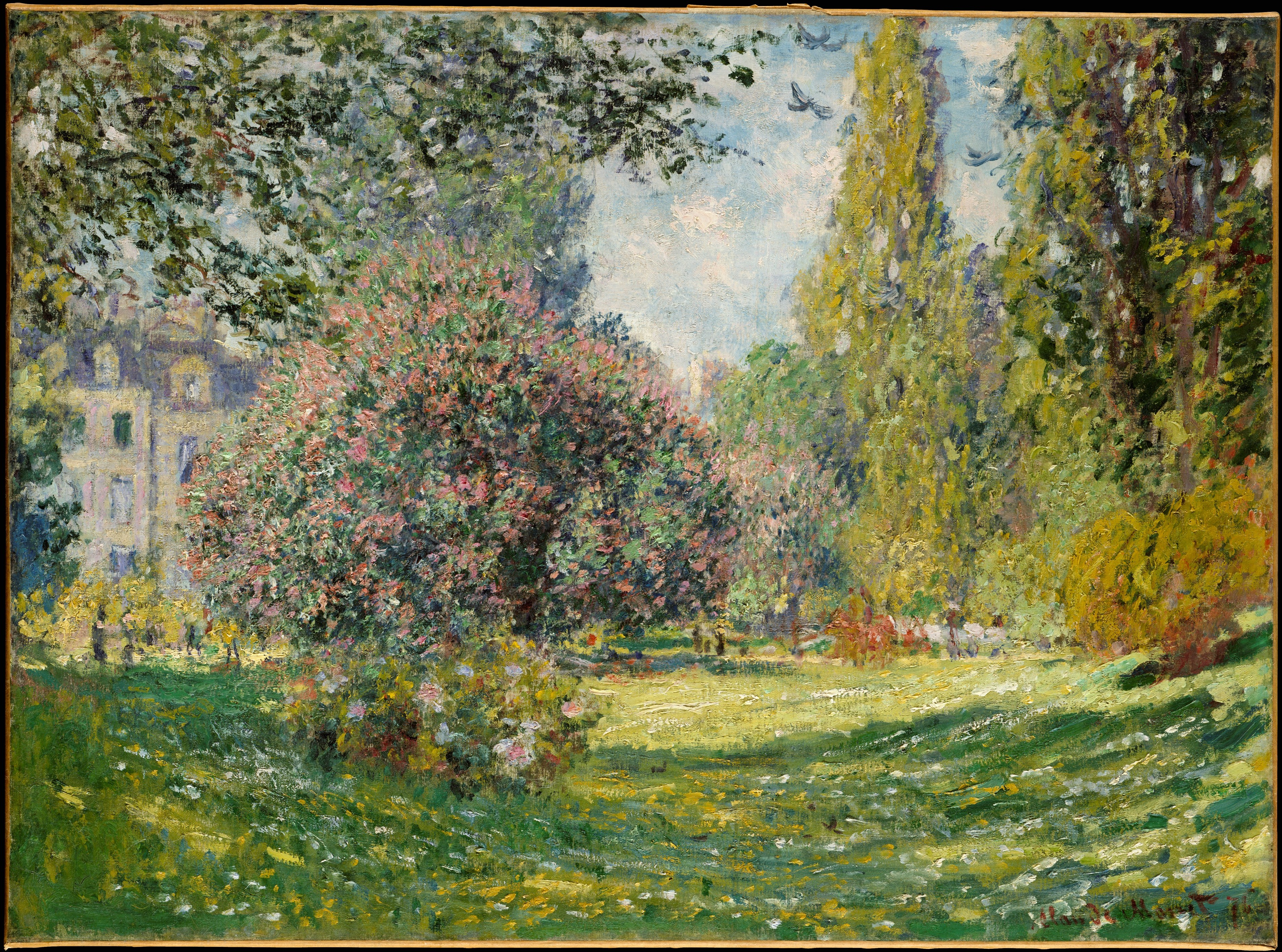
Le Parc Monceau (1876), Metropolitan Museum of Art, Inv. 59.206 (W398)
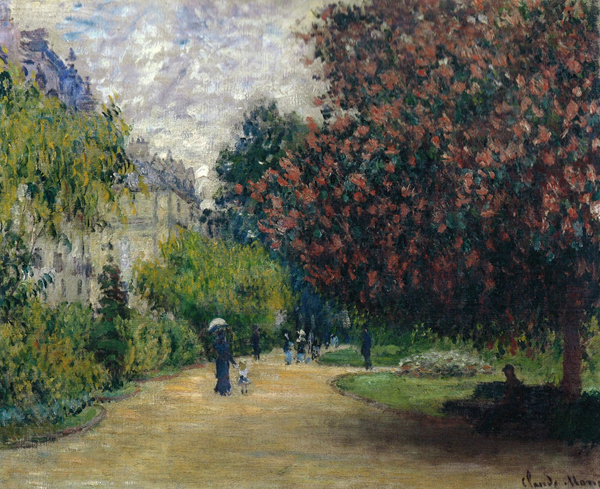
Le Parc Monceau (1876), collection Sen-Oku Hakukokan, Tokyo (W399)
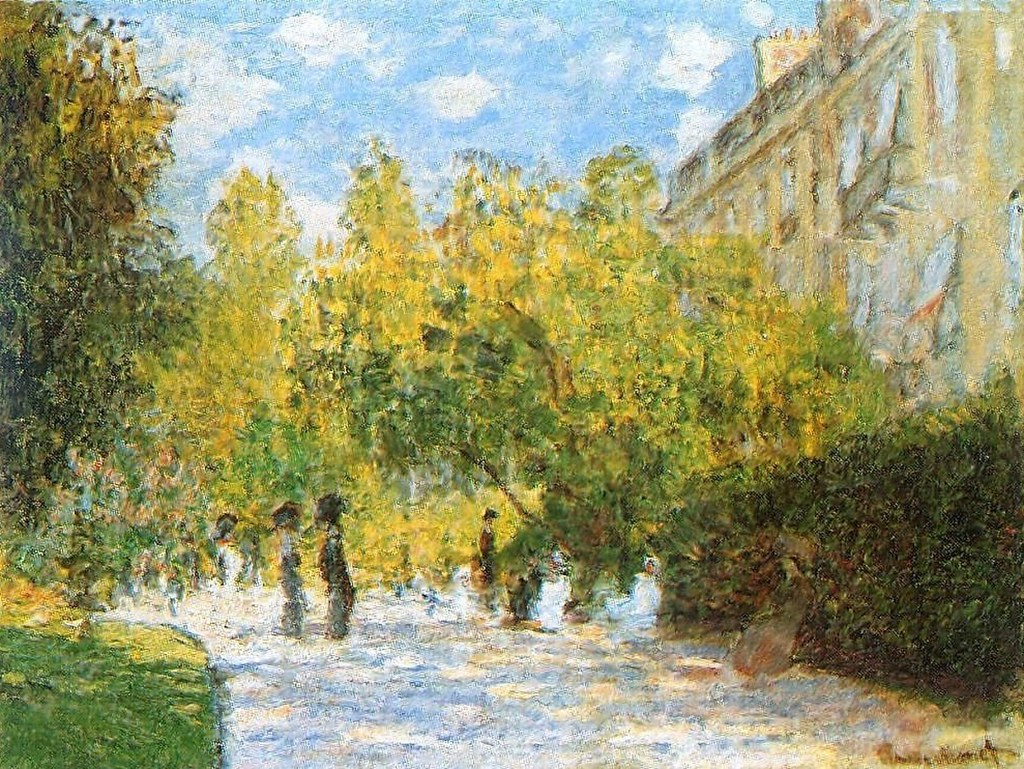
Le Parc Monceau (1876), collection particulière (W400)
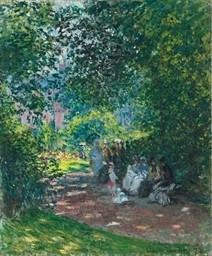
Au Parc Monceau (1878), collection particulière (W467)
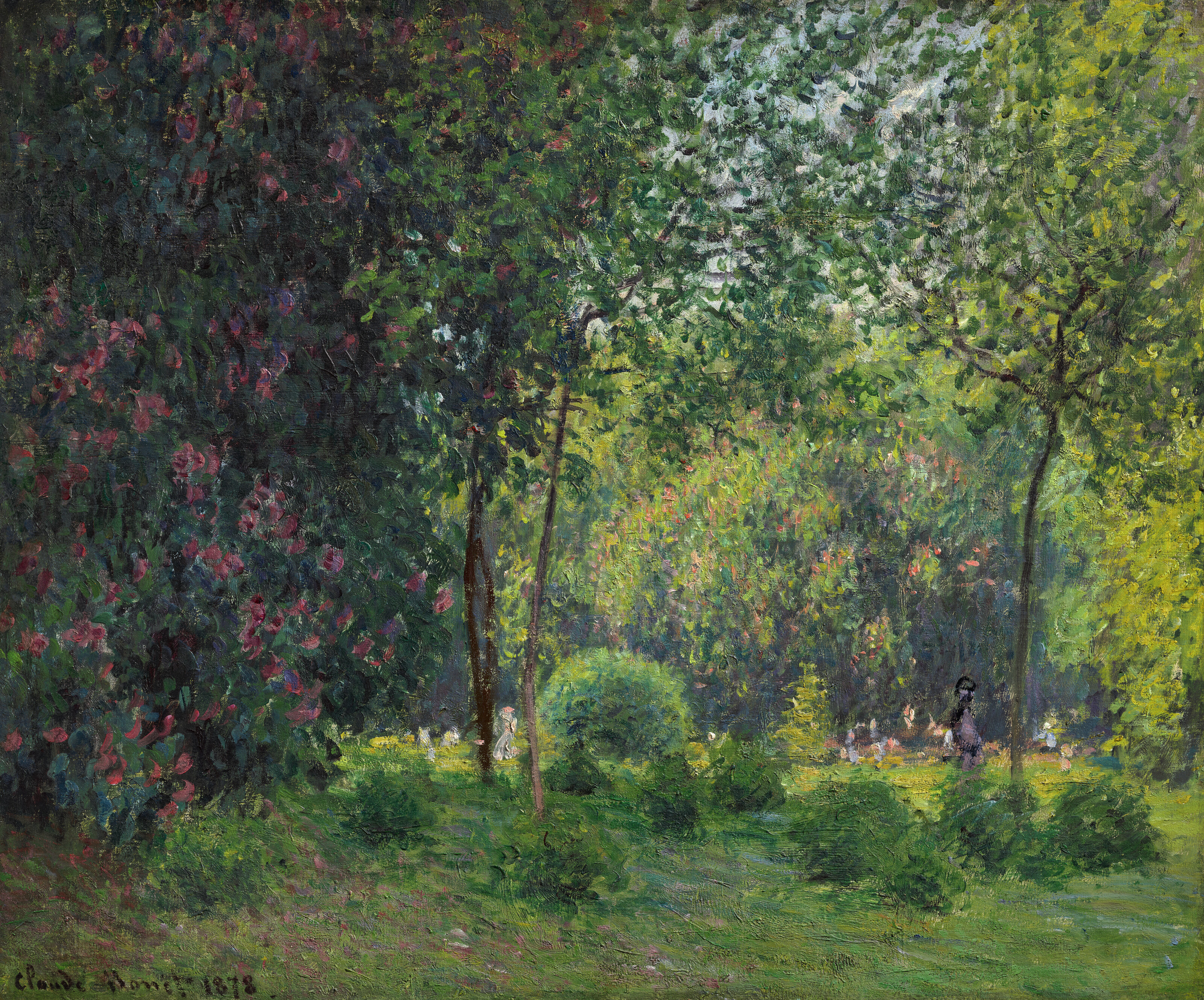
Le Parc Monceau (1878), collection particulière (W468)

On peut voir une certaine similitude avec un tableau du parc Monceau de Gustave Caillebotte, peint un an après, qui montre une allée du parc avec des personnages humains réduits en figurants. Étant amis et tous deux férus de jardinage, Monet et Caillebotte avaient acquis plusieurs peintures l'un l'autre pour leurs propres collections.

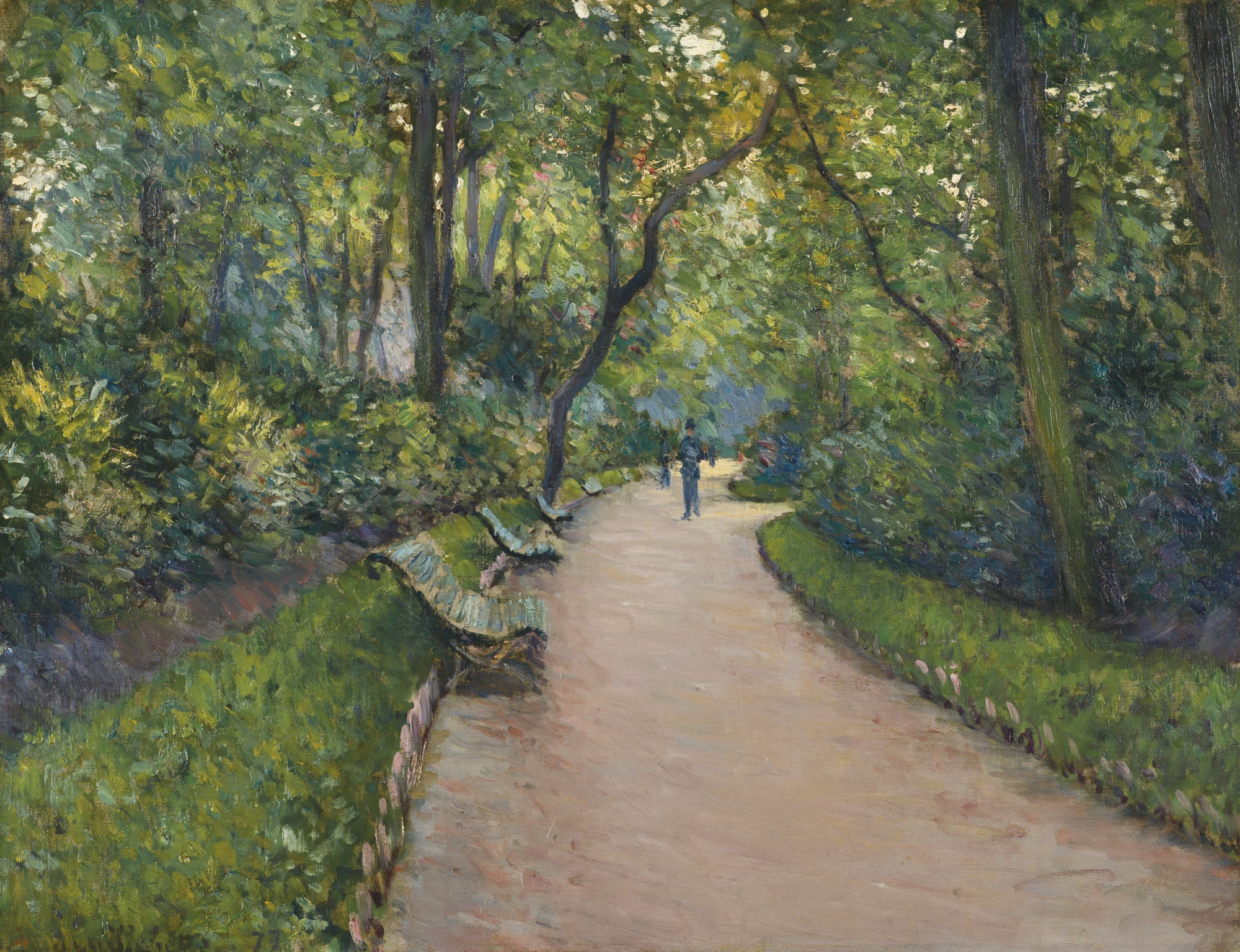
Le Parc Monceau (1877), Gustave Caillebotte (1848-1894)

## Provenance
- 2 juin 1878 : Monet vend probablement le tableau à Collot, Paris.
- 1879 : l'œuvre entre probablement en possession du collectionneur parisien Georges de Bellio.
- après 1889 : propriété du marchand d'art Durand-Ruel.
- jusqu'en 1930 : propriété de Georges Bernheim.
- 1931 : le tableau entre en possession d'Alfred Lindenbaum, plus tard Lindon, Paris.
- 1940 : Volé par les nazis.
- 4 décembre 1946 : retourne dans la famille Lindon après la guerre.
- 1948 : Léguée à l'épouse d'Alfred Lindon, Paris.
- 1959 : laissée à son fils Jacques Lindon, New York, qui vend l'œuvre au Metropolitan Museum of Art.

## Littérature
- Anne Dayez, Michel Hoog & Charles S. Moffett (1975). Impressionism: A Centenary Exhibition. New York : Metropolitan Museum of Art pp. 164–66
- Charles S. Moffett (1985). Impressionist and Post-Impressionist Paintings in The Metropolitan Museum of Art, New York : Metropolitan Museum of Art  pp. 120–21
- Douglas Cooper (1970). The Monets in the Metropolitan Museum in : Metropolitan Museum Journal, Vol. 3, 1970 pp. 288–90